# 20002 Tillysmith
A 20002 Tillysmith (ideiglenes jelöléssel 1991 EM) a Naprendszer kisbolygóövében található aszteroida. Robert H. McNaught fedezte fel 1991. március 10-én.